# Hydroptila ovacikensis
Hydroptila ovacikensis är en nattsländeart som beskrevs av Sipahiler in Sipahiler och Malicky 1987. Hydroptila ovacikensis ingår i släktet Hydroptila och familjen smånattsländor. Inga underarter finns listade i Catalogue of Life.